# Eumachaeraea auricephala
Eumachaeraea auricephala är en tvåvingeart som beskrevs av Townsend 1927. Eumachaeraea auricephala ingår i släktet Eumachaeraea och familjen parasitflugor.
Artens utbredningsområde är Peru. Inga underarter finns listade i Catalogue of Life.